# Lukare
Lukare (Servisch cyrillisch Лукаре) is een plaats in de Servische gemeente Novi Pazar. De plaats telt 489 inwoners (2002).